# Moshé Mizrahi
Moshé Mizrahi (in ebraico משה מזרחי‎?; Alessandria d'Egitto, 5 settembre 1931 – Tel Aviv, 3 agosto 2018) è stato un regista e sceneggiatore israeliano.

## Biografia
Ha avuto il suo periodo di massimo successo negli anni settanta, quando tre film da lui diretti sono stati candidati all'Oscar al miglior film straniero 
(I Love You Rosa nel 1973, The House on Chelouche Street nel 1974 e La vita davanti a sé nel 1978), raggiungendo la vittoria alla terza candidatura.

## Filmografia
- Laure - serie TV (1969)
- Ore'ach B'Onah Metah (1970)
- Les Stances à Sophie (1971)
- Ani Ohev Otach Rosa (1972)
- Ha-Bayit Berechov Chelouche (1973)
- Abu el Banat (1973)
- Rachel's Man (1975)
- La vita davanti a sé (La vie devant soi) (1977)
- Mia cara sconosciuta (Chère inconnue) (1980)
- La vie continue (1981)
- Une jeunesse (1983)
- War and Love (1985)
- Dirsi addio (Every Time We Say Goodbye) (1986) - firmato come Moshe Mizrahi
- Mangeclous (1988)
- Warburg: A Man of Influence - miniserie TV (1992)
- Nashim (1996)
- Sof Shavua be-Galil (2007)